# گدازه بالشی

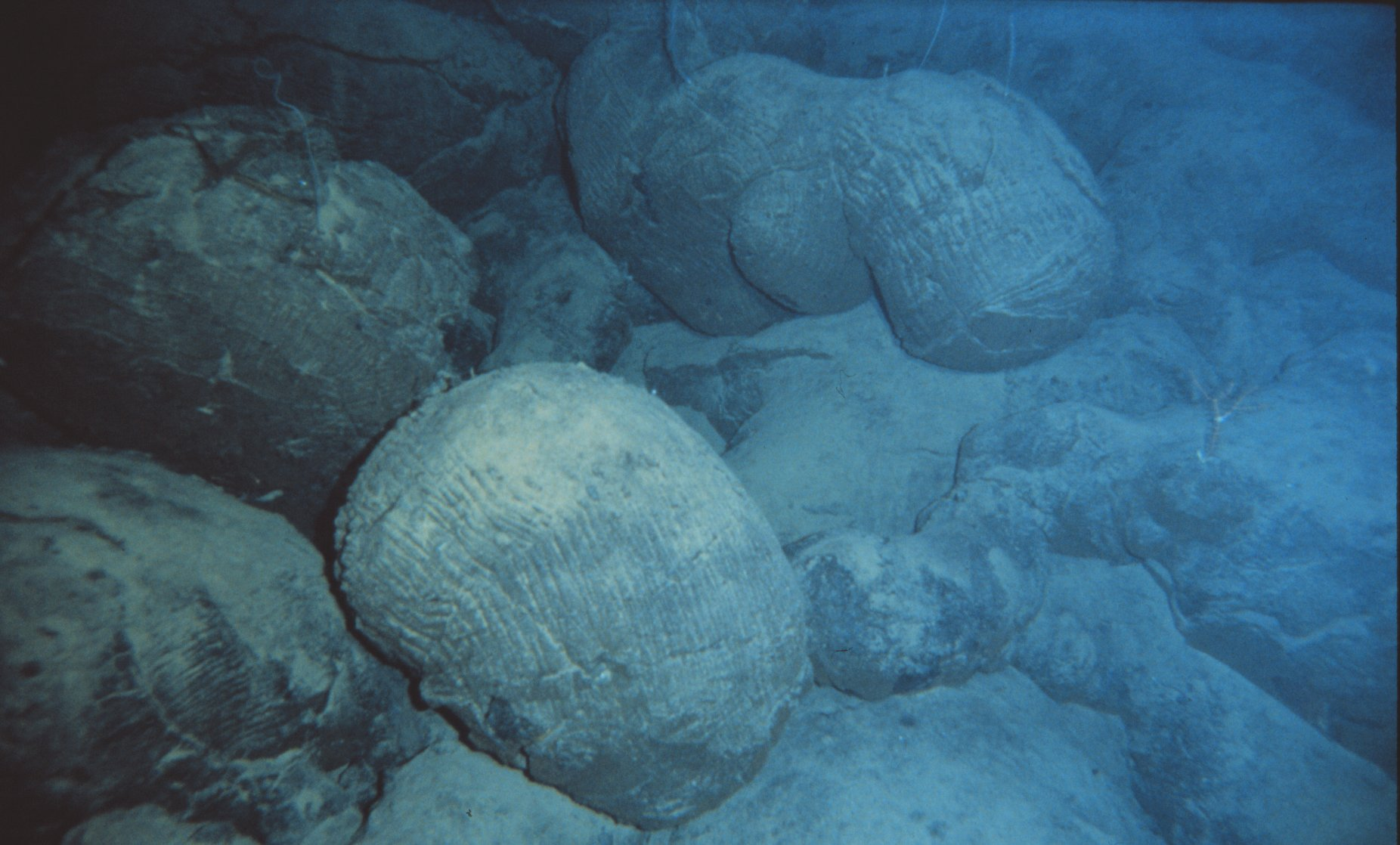
گدازه بالشی در ساحل هاوایی

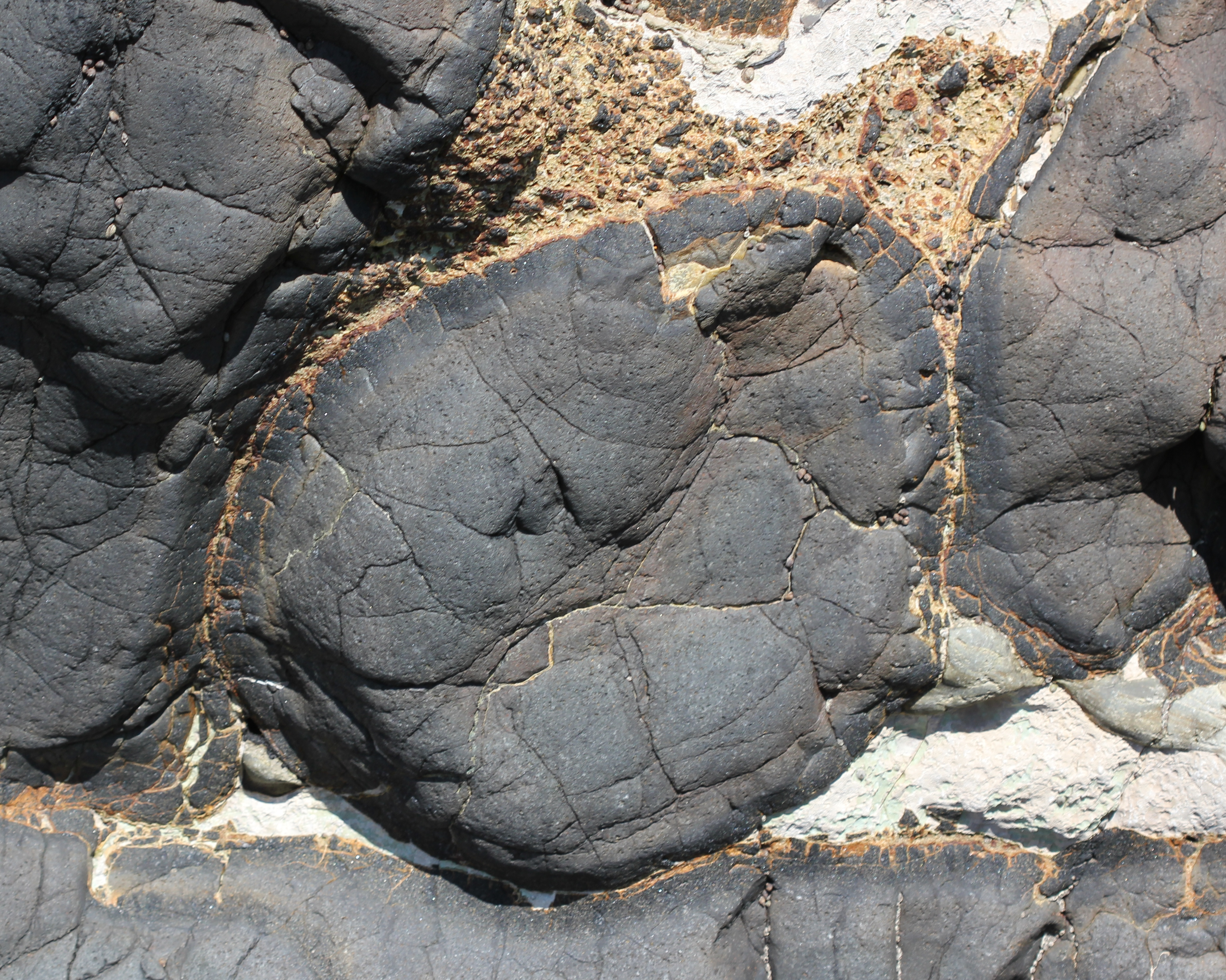
گدازه بالشی در نیوزیلند

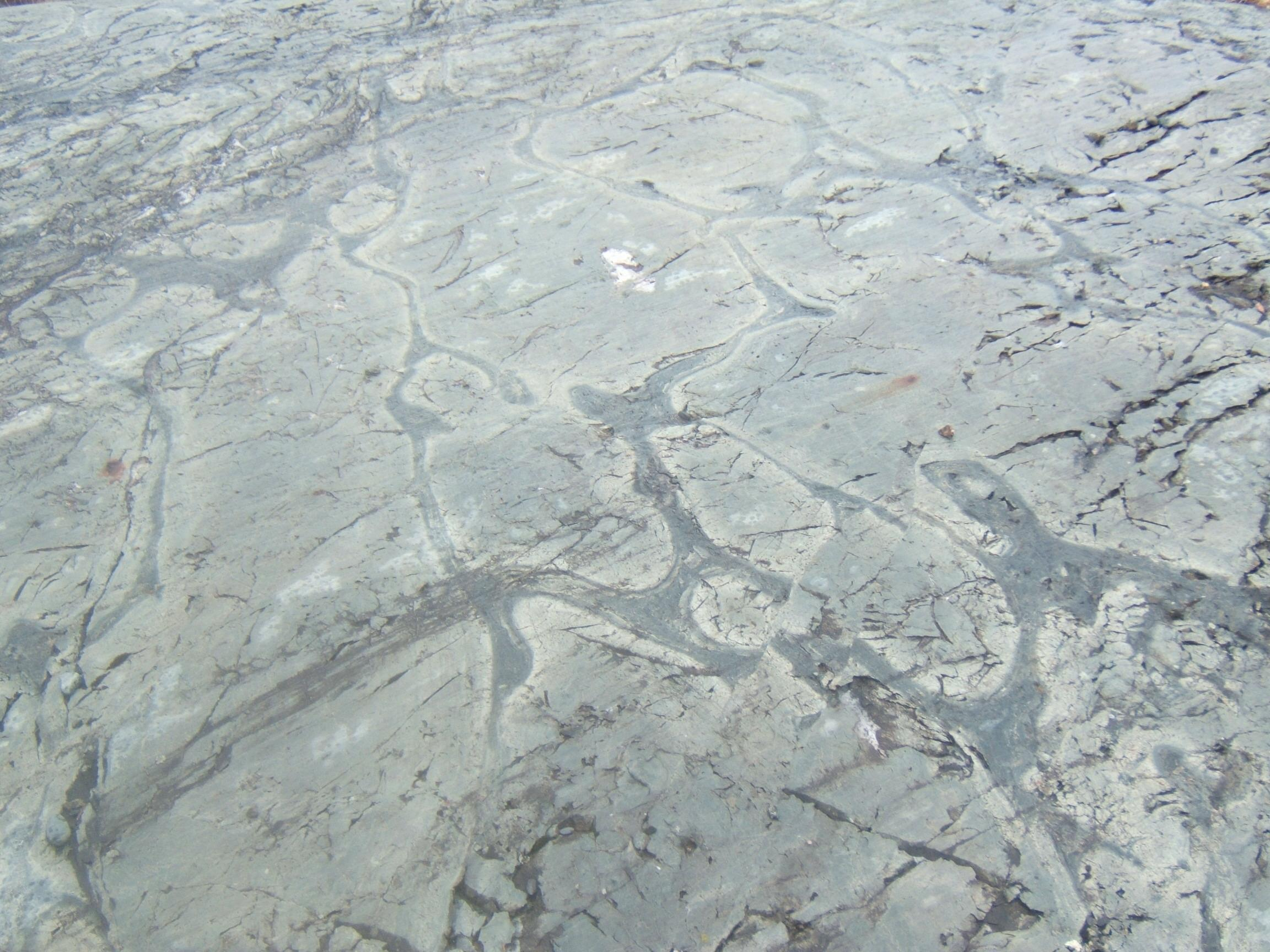
گدازه بالشی هوازده متعلق به نخست‌زیستی در سپر کانادا

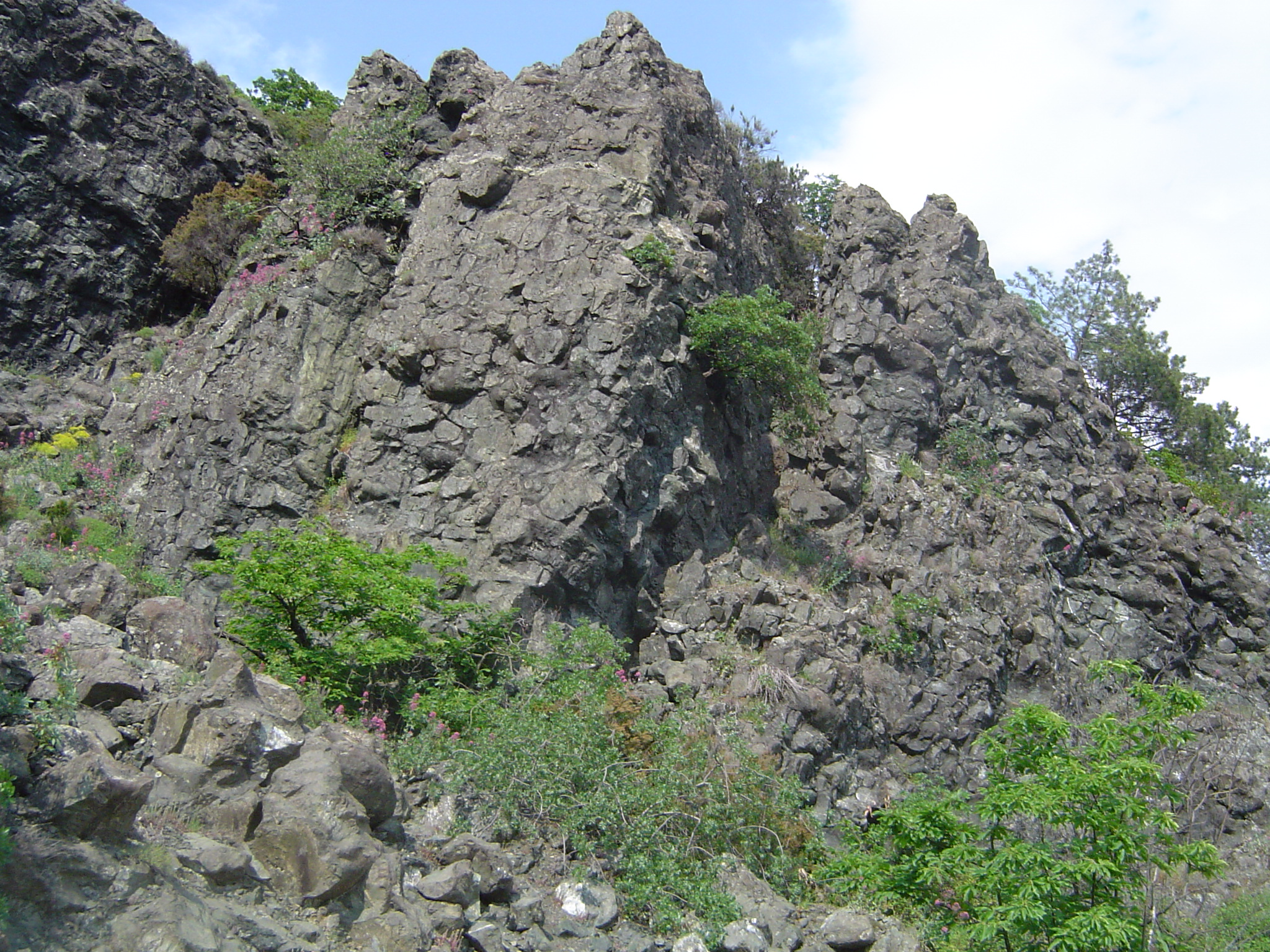
گدازه بالشی در توالی افیولیتی در شمال کوهستان آپنینی، ایتالیا

گدازه بالشی (انگلیسی: Pillow lava) به گدازه‌هایی گفته می‌شود که دارای ساختاری شبیه به شکل بالش بوده و بر اثر خروج گدازه در زیر آب تشکیل می‌شود. گدازه‌های بالشی در سنگ‌های آتشفشانی با توالی نازک توده‌هایی به شکل بالش مشخص می‌شود و معمولاً قطر آنها تا یک متر می‌رسد. این گدازه‌ها لایه دوم پوسته اقیانوسی را تشکیل می‌دهند.

## ترکیب
گدازه‌های بالشی عموماً دارای ترکیب بازالتی هستند؛ گرچه انواعی از گدازه‌ها با ترکیب کوماتیت، پیکریت، بنینیت، آندزیت بازالتی، آندزیت، داسیت و حتی ریولیت نیز شناخته شده‌است. به‌طور کلی افزایش ترکیب حد واسط (سیلیکای کمتر) در ترکیب گدازه بالشی، به دلیل افزایش گرانروی ماگمای فوران‌شده، باعث افزایش اندازه گدازه بالشی می‌شود.

## پدیدار شدن
گدازه بالشی زمانی پدیدار می‌شود که گدازه در زیر آب از زمین خارج می‌شود، مانند امتداد تفتگاه‌های دریایی در کمربندهای آتشفشانی و مرز واگرای ورقه‌های زمین‌ساختی در پشته‌های میانی اقیانوس‌ها. با تشکیل پوسته جدید اقیانوسی، توالی‌های ضخیم گدازه‌های بالشی از اتاقک ماگما در پشته میانی اقیانوس از طریق آذرین‌تیغه (دایک) به بیرون فوران می‌کند. گدازه‌های بالشی و دایک‌های ورقه‌ای بخشی از توالی‌های کلاسیک افیولیتی را پدید می‌آورند.
وجود گدازه‌های بالشی در قدیمی‌ترین توالی‌های آتشفشانی باقی‌مانده بر روی زمین، تأییدکننده وجود پهنه‌های بزرگ آب در سطح زمین در ابردوران نخست‌زیستی است. گدازه‌های بالشی عموماً به منظور تأیید وجود آتشفشان‌های زیرآبی در کمربندهای دگرگونی مورد استفاده قرار می‌گیرند.
گدازه‌های بالشی به همراه برخی آتشفشان‌های زیریخچالی در مراحل اولیه فوران نیز یافت می‌شوند.

## شکل‌گیری
گدازه بالشی زمانی تشکیل می‌شود که ماگما به سطح می‌رسد اما با توجه به تفاوت زیاد دمای گدازه و آب، سطح زبانه بیرون‌زده به سرعت سرد شده و پوسته‌ای را تشکیل می‌دهد. با افزایش طول این زبانه، گدازه متورم شده و یک نرمه را به وجود می‌آورد، تا زمانی که فشار سطح ماگما جهت شکافتن پوسته و تشکیل یک نقطه فوران نزدیک‌تر به دریچه کافی باشد. این فرایند باعث تشکیل مجموعه‌ای از شکل‌های نرمه‌ای می‌شود که برش عرضی آنان شبیه شکل بالش است. سطح بیرونی بالش بسیار سریع‌تر از داخل آن سرد می‌شود، بنابراین دارای بافت شیشه‌ای و ریزدانه است. ماگمای درون بالش به آرامی سرد می‌شود، بنابراین دارای دانه‌های درشت‌تر نسبت به سطح بیرونی است ولی همچنان به عنوان ذرات دانه‌ریز طبقه‌بندی می‌شود.